# گیاه‌پارچ فیلیپینی
گیاه‌پارچ فیلیپینی (نام علمی: Nepenthes philippinensis)، یک گونه از سرده گیاه‌پارچ‌ها و بومی فیلیپین است. از پالاوان و جزایر کالامیان مجاور (شامل جزیره بوسوانگا، کولیون و جزایر کورون (Coron Island) و لیناپاکان، جایی که در ارتفاع ۰ تا ۶۰۰ متر بالاتر از سطح دریا رشد می‌کند، شناخته شده است.
گیاه‌پارچ ویلکی (Nepenthes wilkiei) توسط متیو جب (Matthew Jebb) و مارتین چیک (Martin Cheek) در سال ۱۹۹۸ توصیف شد. این آرایه متعاقباً مشخص شد که با گیاه‌پارچ فیلیپین همسان است.
جب و چیک پیشنهاد می‌کنند که گیاه‌پارچ فیلیپین بیشتر با گونه‌های بورنئایی گیاه‌پارچ بزرگ‌هموند، گیاه‌پارچ پشمالو و گیاه‌پارچ مویچه مرتبط است تا گیاه‌پارچ باله‌دار.
گیاه‌پارچ فیلیپین بیشترین گل‌آذین را در میان گونه‌های جنس تولید می‌کند، تا ۱۹۰ در یک بوته ثبت شده است.
این گیاه دورگه طبیعی شناخته شده‌ای ندارد. هیچ شکل یا جوره‌ای به‌طور رسمی توصیف نشده است، اگرچه تعداد زیادی گونه شبیه گیاه‌پارچ فیلیپین در سراسر قله‌های جدا شده پالاوان یافت می‌شود.